# Mauser G41
Le Gewehr 41M (Mauser) est l'un des deux prototypes allemands de fusil semi-automatique, présenté à la Wehrmacht, en 1941. Il fut produit en petite quantité contrairement à son concurrent Walther Gewehr 41W, pour être essayé sur le Front de l'Est, mais il se révélèrent tous les deux impropres à l'usage sur le terrain du fait de l'encrassement rapide du système par les résidus de poudre et l'introduction facile de sable, boue, neige dans le manchon en bout de canon. Un cône en extrémité de ce manchon dépassant la bouche du canon renvoie une partie des gaz vers l'arrière et fait coulisser une bague ceinturant le Canon qui, elle même, pousse une longue tringle qui propulse le couvre culasse vers l'arrière entraînant la Culasse dans le déverrouillage et le cycle semi auto. Le successeur du G41W, le Walther Gewehr 43, fut finalement choisi comme arme d'ordonnance allemande car utilisant l'emprunt des gaz en un point du canon, plus sûr, comme sur le Garand M1, l'US Carbine M1 et le SVT-40. Ils tiraient tous deux la cartouche de 7,92 mm Mauser ou 8x57 JS

## Technique
Construit en bois (Crosse, fût et garde-main), lamellé-collé et acier usiné, les G41 (M et W) fonctionnent par emprunt de gaz à la bouche (système Bang) et verrouillage de la culasse à verrous latéraux  rétractables type galets de la MG42. Le canon possède un manchon et un guidon dérivable sous tunnel. La hausse est de type tangentielle, certaines, rares, présentent une queue d'aronde pour montage de lunette de tir.

## Histoire
Après l'opération Barbarossa en 1941, les Allemands ayant affronté pour la première fois les troupes russes armées en nombre de pistolet-mitrailleur PPSh-41 comprirent que le Mauser 98, quoique précis et puissant, ne pouvait offrir le tir de saturation de l'arme russe. Ils décidèrent de produire un fusil à tir Semi-automatique, le Gewehr 41, qui permettait un tir plus rapide mais au prix d'un mécanisme de tir complexe, cher à fabriquer et s'enrayant fréquemment. Après cet échec, les Allemands capturèrent quelques SVT-40 pour ensuite développer le Gewehr 43. Il est dit que ce serait Hitler en personne qui voulait un système spécifique allemand autre que celui à emprunt des gaz en un point du canon déjà maîtrisé par les Soviétiques et les Américains en 1939-40.